# Gilad Zuckermann
Gilad Zuckermann (ur. 1 czerwca 1971 w Tel Awiwie) – izraelski lingwista, autor książek oraz profesor językoznawstwa na University of Adelaide.
D. Phil. Uniwersytet Oksfordzki; Ph.D. Uniwersytet w Cambridge.

## Publikacje

### Książki
- Revivalistics: From the Genesis of Israeli to Language Reclamation in Australia and Beyond. Oxford University Press. 2020. ISBN 978-0-19-981279-0 / ISBN 978-0-19-981277-6
- Language Contact and Lexical Enrichment in Israeli Hebrew. Palgrave Macmillan. 2003. ISBN 978-1-4039-1723-2 / ISBN 978-1-4039-3869-5
- Israelit Safa Yafa (izraelski to piękny język). Am Oved, Tel Awiw. 2008. ISBN 978-965-13-1963-1
- Engaging – A Guide to Interacting Respectfully and Reciprocally with Aboriginal and Torres Strait Islander People, and their Arts Practices and Intellectual Property. Australia. 2015.
- Dictionary of the Barngarla Aboriginal Language of Eyre Peninsula, South Australia. Australia. 2018.
- Jewish Language Contact (Special Issue of the International Journal of the Sociology of Language 226). 2014.
- Burning Issues in Afro-Asiatic Linguistics. cambridgescholars.com. [zarchiwizowane z tego adresu (2020-08-16)].. 2012.